# Hysterocrates greeffi
Hysterocrates greeffi är en spindelart som först beskrevs av Karsch 1884.  Hysterocrates greeffi ingår i släktet Hysterocrates och familjen fågelspindlar.
Artens utbredningsområde är Kamerun. Inga underarter finns listade i Catalogue of Life.